# Bruff
Bruff (iriska: An Brú) är en ort i den östra delen av grevskapet Limerick i den västcentrala delen av Irland. Orten är belägen längs den gamla vägen mellan Limerick och Cork (R512). Tätorten (settlement) Bruff hade 803 invånare vid folkräkningen 2016.